# Wilhelm von Münchhausen
Carl Wilhelm Friedrich August Freiherr von Münchhausen (* 5. Januar 1791 in Rinteln; † 11. Mai 1849 in Kassel) war ein deutscher Oberforstmeister, Domänenrat und Kammerherr  sowie Mitglied der kurhessischen Ständeversammlung.

## Leben
Wilhelm von Münchhausen entstammte dem Uradelsgeschlecht Münchhausen, das sich Mitte des 13. Jahrhunderts in eine weiße Line und eine schwarze Linie geteilt hatte, die bis heute bestehen und aus der zahlreiche namhafte Persönlichkeiten hervorgegangen sind. Der wohl bekannteste Münchhausen, der „Lügenbaron“ Hieronymus Carl Friedrich von Münchhausen, kam aus der schwarzen Linie wie Wilhelms Vater Philipp Günter Otto von Münchhausen (1756–1811, Herr auf Rinteln). Seine Mutter war Johanne Sophie Wachs (1771–1800).
Während der Befreiungskriege kämpfte er 1814 mit den freiwilligen Jägern gegen Frankreich.
1822 war er Forstmeister in Ziegenhain und 1833 Oberforstmeister in Kassel.
1831 (1. Landtag) erhielt er ein Mandat für die Kurhessische Ständeversammlung und blieb zunächst bis 1841 (7. Landtag) in dem Parlament. 
1847 kam er zurück in den 10. Landtag, abermals gewählt für die schaumburgische Ritterschaft. 1848 endete sein Mandat; in diesem Jahr verlor er bei einem Jagdunfall ein einige Finger. 
Der hessische Landtag wurde nach den Unruhen im Jahre 1831 zum Zweck der Beratung und Verabschiedung einer Verfassung gebildet und hatte bis 1866 Bestand, als das Land Hessen durch Preußen annektiert wurde.
Er schloss am 8. April 1816 in Hanau die Ehe mit Christiane Bernhardine Viktoria von Loßberg, Tochter des hessischen Majors Jeremias von Loßberg und der Henriette von Kospoth. Aus der Ehe sind der Sohn Hilmar von Münchhausen (1818–1897, Oberforstmeister und Abgeordneter) und die Tochter Agnes (1819–1899, ⚭ Ludwig Hassenpflug, 1794–1862, Minister) hervorgegangen.